# Shisa excellens
Shisa excellens är en fjärilsart som beskrevs av Embrik Strand 1917. Shisa excellens ingår i släktet Shisa och familjen träfjärilar. Inga underarter finns listade i Catalogue of Life.